# Salt Lake Valley
Das Salt Lake Valley ist ein Tal im Bundesstaat Utah in den Vereinigten Staaten. 
Das Tal befindet sich im Südosten des Großen Salzsees und wird im Osten von den Bergen der Wasatchkette und im Westen von den Oquirrh Mountains eingerahmt. Im Salt Lake Valley befindet sich Salt Lake City. Im Süden schließt das Utah Valley an. 